# الممرضة بيتي
Nurse Betty هو فيلم ألماني أمريكي صدر عام 2000 من إخراج نيل لابوت .

## ملخص
كانت بيتي تعمل نادلة في مطعم في بلدة صغيرة في تكساس، وكانت تحلم دائمًا بأن تصبح ممرضة. تحاول أن تنسى حياتها المتواضعة من خلال مشاهدة مسلسلها المفضل "آلام المسيح"، الذي يترك بطله الدكتور ديفيد رافيل انطباعًا قويًا عليها. ولكن في إحدى الليالي، تشهد بيتي جريمة قتل زوجها المتغطرس على يد اثنين من المجرمين. في حالة من الصدمة، تلجأ إلى عالم مسلسلها المفضل وتحاول إنكار ما رأته. مقتنعة بأنها ممرضة حقًا، تغادر للانضمام إلى حبها مدى الحياة، الدكتور رافيل.

## الورقة الفنية
- العنوان الأصلي : Nurse Betty
- اللقب الألماني : Nurse Betty - Gefährliche Träume
- لقب كيبيك : الحارس بيتي
- تحقيق : نيل لابوت
- سيناريو : جون سي. ريتشاردز ، جيمس فلامبيرج
- موسيقى : رولف كينت
- حَشد : جويل بلوتش وستيفن ويزبيرج
- إنتاج : ستيف جولين ، جايل موتروكس [الإنجليزية]
  - الإنتاج التنفيذي : موريتز بورمان [الإنجليزية] ، ستيفن بيفنر [الإنجليزية] ، كريس سيفيرنيش ، فيليب ستوير
- بلد الإنتاج :  الولايات المتحدة ،  ألمانيا
- شكل : اللون - 2.35:1 - 35 مم - الصوت : DTS - Dolby Digital - SDDS
- جنس :كوميديا
- مدة : 95 دقيقة
- ميزانية : 24,000,000 دولار
- تواريخ الإصدار :
  - فرنسا : 11 mai 2000 ( مهرجان كان )
  - ألمانيا : 26 juin 2000 (مهرجان ميونيخ السينمائي)
  - فرنسا :30 août 2000
  - ألمانيا : 7 septembre 2000 (مهرجان أولدنبورغ السينمائي)
  - الولايات المتحدة :8 septembre 2000
  - ألمانيا :26 octobre 2000

## توزيع
- مورغان فريمان (VF : بينوا أليمان ؛ في كيو : ريموند بوشار ) : تشارلي
- رينيه زيلويغر (VF : دوروثي جيما ؛ في كيو : ألين بينسونولت ) :بيتي سيزمور
- كريس روك (VF : لوسيان جان بابتيست ؛ في كيو : جيلبرت لاشانس ) :ويسلي
- جريج كينير (VF : تييري ويرموث ؛ في كيو : أنطوان دوراند ) : D ديفيد رافيل/ جورج ماكورد
- آرون إيكهارت (VF : إيمانويل كارسن ؛ في كيو : دانيال بيكارد ) :ديل سيزمور
- تيا تيكسادا (VF :مايتي مونسو ؛ في كيو : كريستين بيلييه ) :روزا هيرنانديز
- كريسبين جلوفر :روي أوستري
- بريوت تايلور فينس : الشريف إلدون بالارد
- أليسون جاني (VF : بياتريس ديلفي ؛ في كيو : صوفي فوشير ) :فرع ليلى
- كاثلين ويلويت (VF : باسكال جاكومونت ) :سو آن روجرز
- إليزابيث ميتشل (VF : أريان ديفيج) : كلوي جينسن
- سوزان بارنز [الإنجليزية] :دارلين
- هارييت سانسوم هاريس (VF :باسكال فيتال) :إلين
- سونغ هاي لي : ياسمين
- لورد ماكنتوش [الإنجليزية] : دكتور. لوني والش/إريك
- جورج د. والاس :الجد

1. 1 2  وصلة مرجع: http://www.imdb.com/title/tt0171580/. الوصول: 11 أبريل 2016.
2. 1 2 3 4  وصلة مرجع: http://www.metacritic.com/movie/nurse-betty. الوصول: 11 أبريل 2016.
3. 1 2 3  وصلة مرجع: http://www.filmaffinity.com/en/film875957.html. الوصول: 11 أبريل 2016.
4. ↑  وصلة مرجع: http://www.kinokalender.com/film1723_nurse-betty.html. الوصول: 29 يناير 2018.
5. 1 2 3  وصلة مرجع: http://stopklatka.pl/film/siostra-betty. الوصول: 11 أبريل 2016.
6. 1 2 3 4 5 6 7 8 9 10 11 12  وصلة مرجع: http://www.imdb.com/title/tt0171580/fullcredits. الوصول: 11 أبريل 2016.
7. 1 2  وصلة مرجع: http://www.allocine.fr/film/fichefilm_gen_cfilm=25080.html. الوصول: 11 أبريل 2016.
8. 1 2 3 4 5 6 7 8 9  مذكور في: قاعدة بيانات الأفلام التشيكية السلوفاكية. لغة العمل أو لغة الاسم: التشيكية. تاريخ النشر: 2001.